# Сюзан Кэбот
Сю́зан Кэ́бот (англ. Susan Cabot; 9 июля 1927[…], Бостон — 10 декабря 1986[…], Энсино, Калифорния) — американская актриса театра, кино и телевидения.

## Биография
Харриет Пёрл Шапиро (настоящее имя актрисы) родилась 9 июля 1927 года в Бостоне (штат Массачусетс, США) в семье русских евреев. Отец ушёл из семьи, когда девочка была ещё совсем маленькой, мать после этого положили в психиатрическую клинику, и Харриет фактически осталась сиротой. Почти до совершеннолетия девочка воспитывалась в восьми различных приёмных семьях, бо́льшую часть детства провела в Бронксе. Уже после смерти актрисы выяснилось, что, находясь в приёмных семьях, девочка подвергалась эмоциональному и сексуальному насилию, которое вызвало у неё сильное посттравматическое стрессовое расстройство.
Окончила старшую школу на Манхэттене, начала работать иллюстратором детских книг, подрабатывала певицей в клубе Village Barn. В 17 лет вышла замуж и с облегчением покинула свою очередную приёмную семью.
Начала сниматься с 1947 года (эпизодическая роль в фильме «Поцелуй смерти», снимавшегося в Нью-Йорке). Впрочем, после этого её первого фильма последующих предложений о съёмках не последовало, поэтому девушка вернулась в Village Barn. В 1949 году там её приметил «охотник за талантами» Columbia Pictures, который предложил ей начать работу на эту студию, переехав в Голливуд. Кэбот согласилась, начала довольно активно сниматься, преимущественно играла в вестернах, и всего за 9 лет (1950—1959) появилась в 20 кинофильмах (большинство из них — режиссёра Роджера Кормана) и телесериалах. С 1954 по 1957 год не снималась, недовольная предложениями, и на три года вернулась в нью-йоркские театры; также в этот период брала уроки актёрского мастерства у Сэнфорда Майснера.
1960-е годы провела в уединении, хотя и сыграла несколько ролей в офф-Бродвейских театрах. В 1970 году снялась в одном эпизоде телесериала «Мир Брэкена», после чего более на экранах не появлялась.
К началу 1980-х годов Кэбот начала испытывать серьёзные проблемы с психическим здоровьем: депрессия, суицидальные мысли, иррациональные фобии. Она становилась всё более неспособной заботиться о себе: её дом был завален многолетним мусором, повсюду лежала испорченная еда. Однако, несмотря на это, Кэбот оставалась достаточно состоятельной женщиной: она удачно инвестировала в недвижимость, увлекалась старинными автомобилями, которые регулярно приобретала, реставрировала и перепродавала.
10 декабря 1986 года сын Кэбот, 22-летний Тимоти Скотт Роман, забил свою мать до смерти в их доме в Энсино (Лос-Анджелес) штангой для тяжелой атлетики после того, как Кэбот якобы проснулась в паническом состоянии и напала на него. Молодой человек, страдавший карликовостью, проблемами с гипофизом и болезнью Крейтцфельдта — Якоба, признал себя виновным в непредумышленном убийстве и был приговорен к трем годам условно.
Похоронена Кэбот на кладбище «Хиллсайд».

### Личная жизнь
Сюзан Кэбот была замужем дважды:
1. Ма́ртин Сэ́кер, художник. Брак заключён 30 июля 1944 года (Кэбот только-только исполнилось 17 лет), в 1951 году последовал развод. Детей не было.
2. Майкл Ро́ман[10]. Брак заключён 17 июня 1968 года, в 1983 году последовал развод[6]. Усыновлённый Ро́маном сын Кэбот, Тимоти Скотт Роман, был рождён вне брака в 1964 году, умер в 2003 году.

Между браками имела отношения длиной в семь лет с королём Иордании Хусейном ибн Талалом, скорее всего, сына она родила именно от него.

## Роли в театрах
- 1954 — Камень для Дэнни Фишер / A Stone for Danny Fisher (Национальный театр[англ.], Вашингтон)
- 1955 — Много шума из ничего / Much Ado About Nothing (театр «Брэттл»[англ.], Кембридж)
- 1955 — Два веронца / The Two Gentlemen of Verona (театр «Нейборхуд», Нью-Йорк)
- 1956 — Шангри-Ла[англ.] / Shangri-La — Ло Цен (театр «Шуберт», Бостон)
- 1956 — Комплекс шампанского / The Champagne Complex (театр Мертл-Бич, Мертл-Бич)
- 1956 — Праздник в Нью-Йорке[англ.] / Knickerbocker Holiday (театр «Лонг-Бич», Лонг-Айленд; театр «Три города», Бингемтон)
- 1962 — Интимные отношения / Intimate Relations — Мэделайн (театр «Русалка», Нью-Йорк)[11]

## Избранная фильмография
В титрах указана
- 1951 — Томагавк[англ.] / Tomahawk — Монахсита
- 1951 — Пламя Аравии[англ.] / Flame of Araby — Клио
- 1952 — Битва на Перевале Апачей[англ.] / The Battle at Apache Pass — Нона
- 1952 — Дуэль на Силвер-Крик[англ.] / The Duel at Silver Creek — Джейн «Дасти» Фарго
- 1952 — Сын Али-Бабы[англ.] / Son of Ali Baba — Тейла
- 1953 — Дымок из ствола[англ.] / Gunsmoke — Райта Саксон
- 1954 — Держись подальше от Диабло[англ.] / Ride Clear of Diablo — Лори Кеньон
- 1957 — Карнавальный рок[англ.] / Carnival Rock — Натали Кук[12]
- 1957 — Девушка из колледжа[англ.] / Sorority Girl — Сабра Таннер
- 1957 — Сага о женщинах-викингах и об их путешествии к водам Великого морского змея / The Saga of the Viking Women and Their Voyage to the Waters of the Great Sea Serpent — Энгер
- 1958 — Форт павших[англ.] / Fort Massacre — девушка-пайют
- 1958 — Война спутников[англ.] / War of the Satellites — Сибил Кэррингтон
- 1958 — Пулемётчик Келли / Machine-Gun Kelly — Флоренс «Фло» Беккер
- 1958—1959 — Есть оружие — будут и путешествия[англ.] / Have Gun – Will Travel — разные роли (в 2 эпизодах[англ.])
- 1959 — Женщина-оса[англ.] / The Wasp Woman — Дженайс Старлин, владелица косметической компании (Женщина-оса)
- 1970 — Мир Брэкена[англ.] / Bracken's World — Генриетта (в эпизоде One, Two, Three… Cry)

В титрах не указана
- 1947 — Поцелуй смерти / Kiss of Death — покровительница ресторана
- 1951 — Насаждающий закон / The Enforcer — Найна Ломбардо
- 1951 — Принц, который был вором[англ.] / The Prince Who Was a Thief — девушка

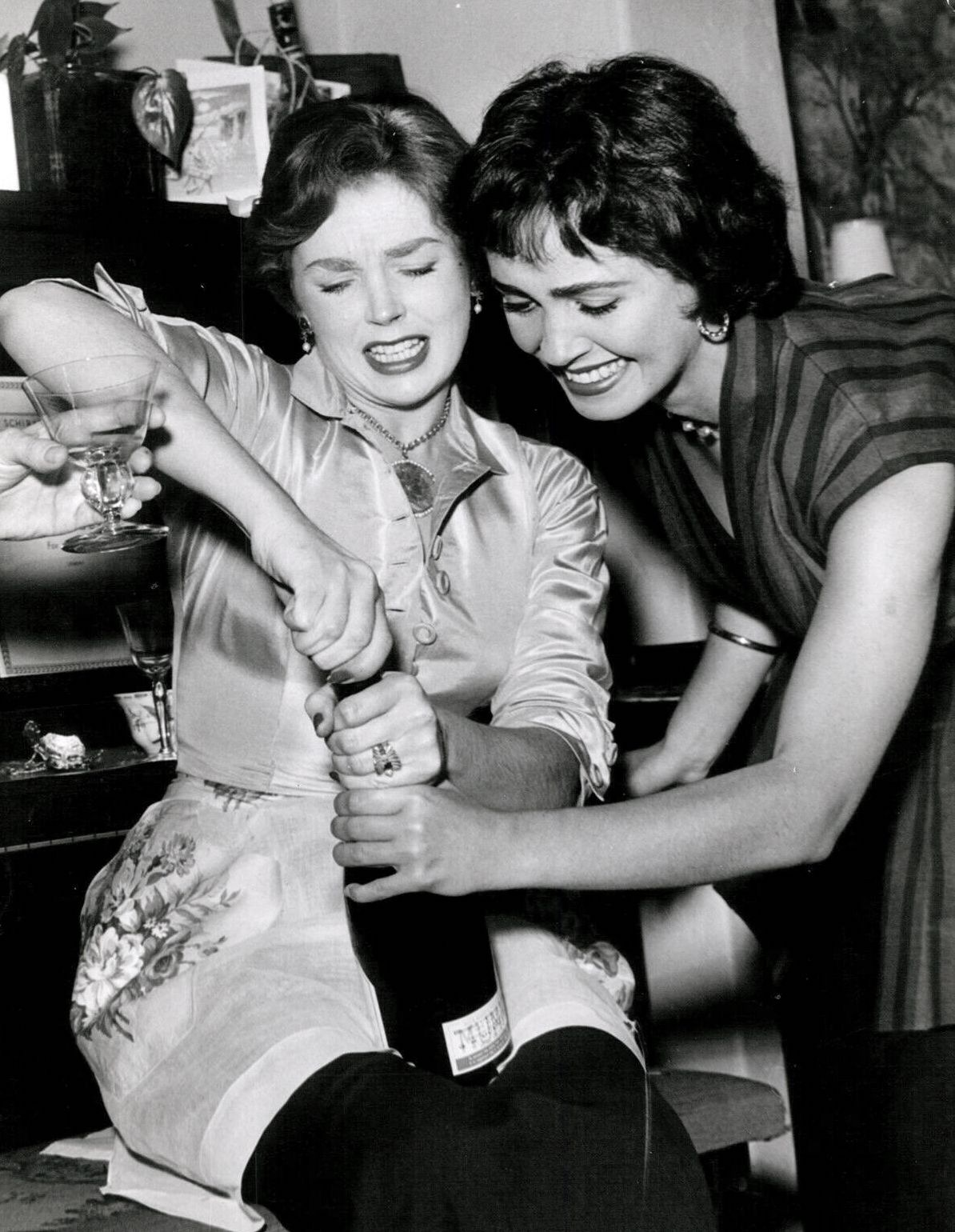
С Доун Аддамс (слева), 1953 год
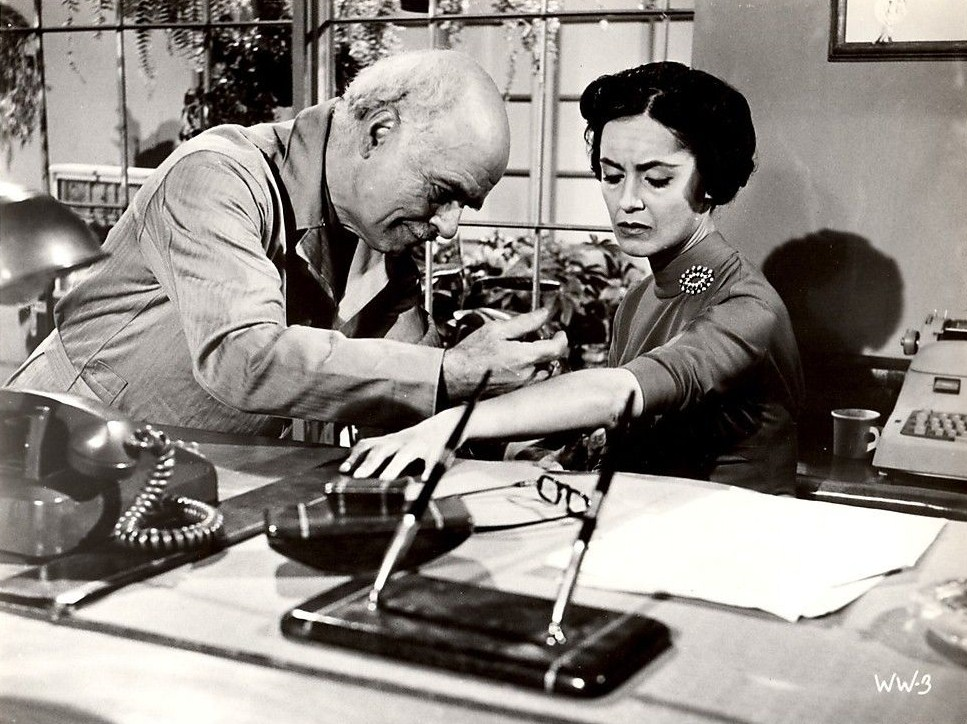
С Майклом Марком[англ.] в фильме «Женщина-оса[англ.]» (1959)
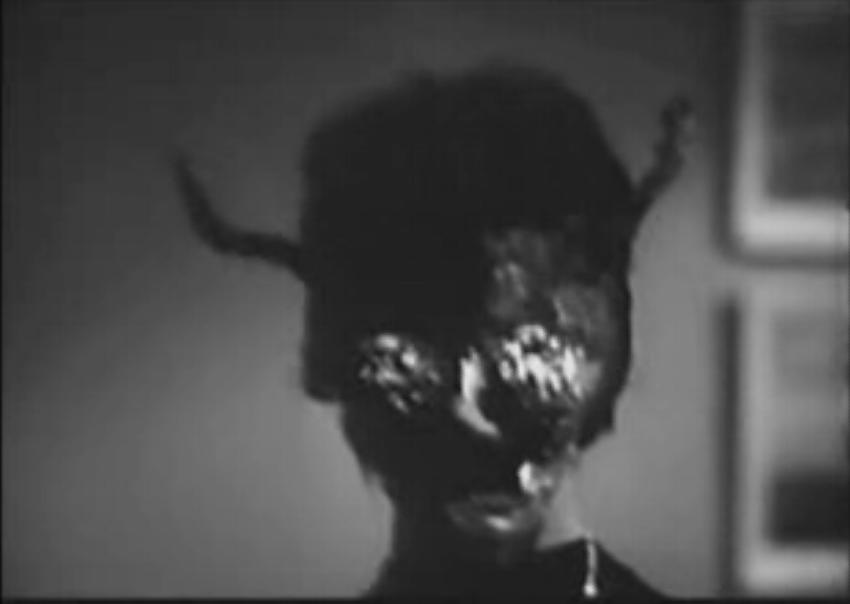
В фильме «Женщина-оса» (1959)